# Lien Gisolf
Lien Gisolf (née le 13 juillet 1910 à Bukittinggi et décédé le 30 mai 1993 à Amstelveen) est une athlète néerlandaise spécialiste du saut en hauteur. Licenciée au Hygiëa, elle mesurait 1,81 m pour 69 kg.

## Biographie

### Palmarès
| Date | Compétition           | Lieu      | Résultat | Performance |
| ---- | --------------------- | --------- | -------- | ----------- |
| 1928 | Jeux olympiques d'été | Amsterdam | 2e       | 1,56 m      |

### Records
| Épreuve         | Performance | Lieu | Date |
| --------------- | ----------- | ---- | ---- |
| Saut en hauteur | 1,623 m     |      | 1932 |